# Бель-1 (Могилёвская область)
Бель-1 (бел. Бель 1) — агрогородок в Кричевском районе Могилёвской области Беларуси. Административный центр Бельского сельсовета.

## География
Агрогородок находится в северо-восточной части Могилёвской области, в пределах Оршанско-Могилёвской равнины, на расстоянии примерно 3 километров (по прямой) к северу от Кричева, административного центра района. Абсолютная высота — 162 метра над уровнем моря.
Через населённый пункт проходит республиканская автодорога Р-15.

### Гидрография
На берегах реки Белянки, вблизи места впадения её в реку Сож.

## История
Согласно «Списку населённых мест Могилёвской губернии» 1910 года издания населённый пункт входил в состав Малятичской волости Чериковского уезда Могилёвской губернии. В селе Бель 1-я имелось 130 дворов и проживало 834 человека (415 мужчин и 419 женщин).
В 2008 году деревня Бель-1 преобразована в агрогородок.
29 сентября 2023 года административный центр Лобковичского сельского Совета депутатов перенесён из деревни Лобковичи в агрогородок Бель-1.
27 сентября 2024 года Лобковичский сельсовет Кричевского района Могилёвской области переименован в сельсовет «Бельский» (бел. Бельскі) с административным центром в агрогородке Бель-1 Кричевского района Могилёвской области.

## Население

### Численность
- 2009 год — 385 жителей

### Динамика
- 1999 год — 436 жителей
- 2009 год — 385 жителей

## Культура
- Бельский сельский Дом культуры-музей